# Fazenda
Fazenda è una parola portoghese significante fattoria, ma solitamente usata per indicare un tipo di piantagione di caffè molto diffusa in Brasile tra il 1840 e il 1896. L'equivalente in lingua spagnola sarebbe hacienda. Il sistema della fazenda portò da un lato l'intensificarsi delle esportazioni, ma dall'altro un notevole aumento della schiavitù.

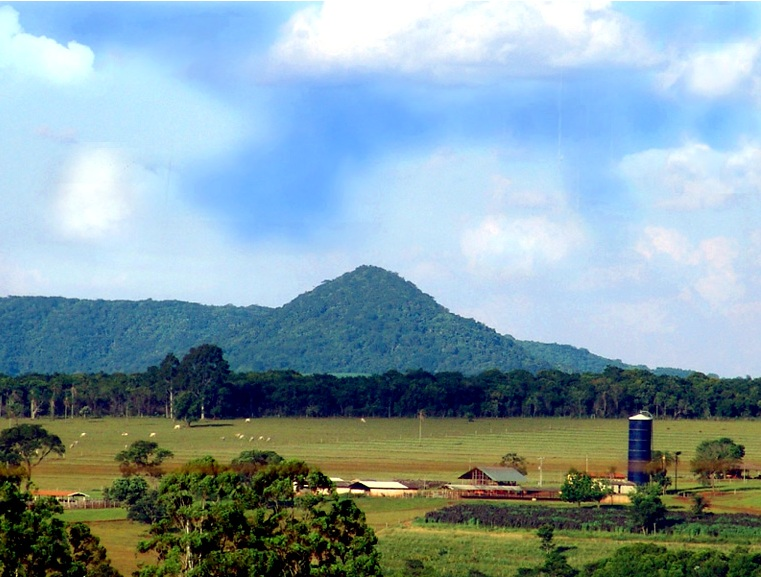
Fazenda ad Avaré, Brasile.
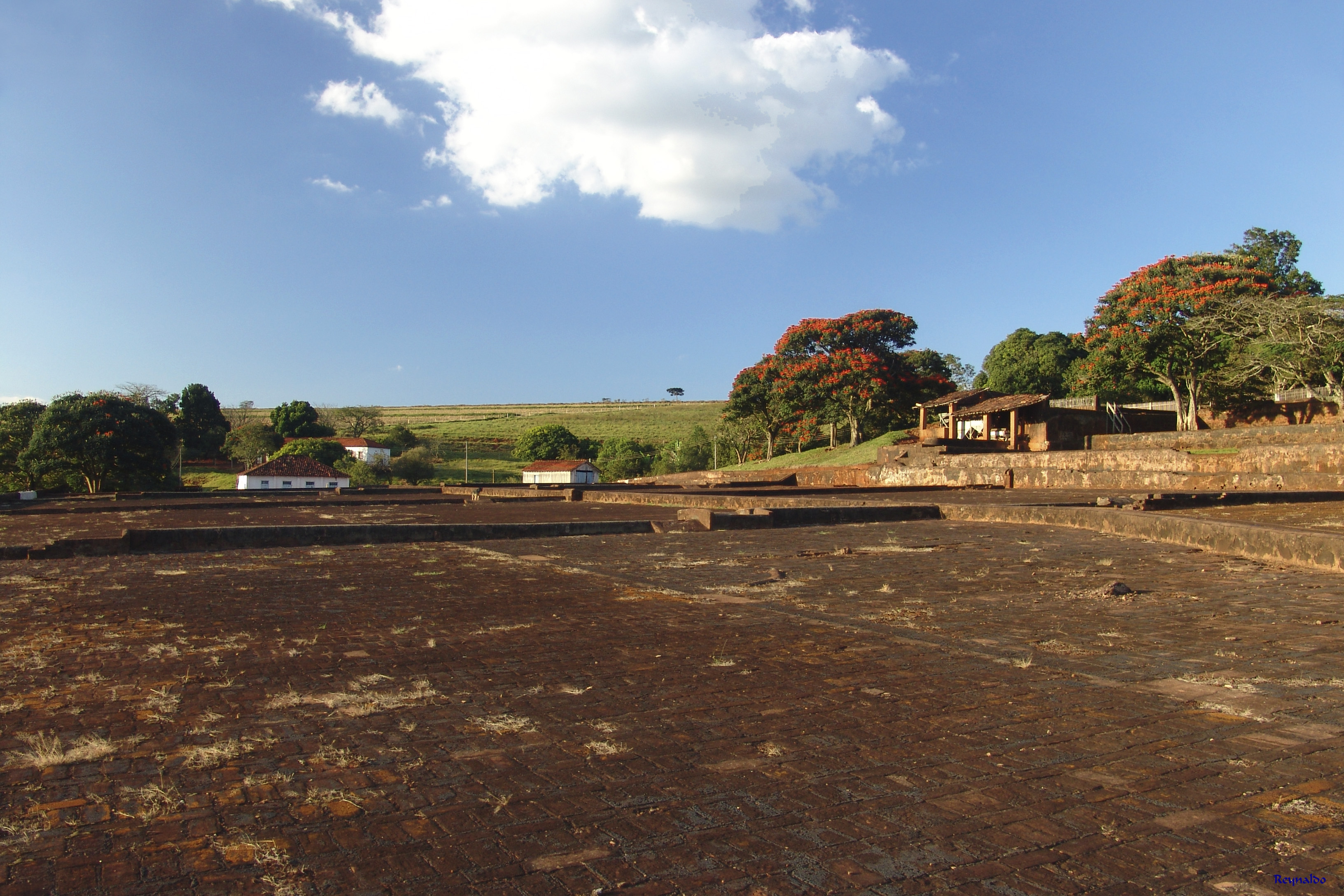
Fazenda tipica del caffè, ad Avaré (Brasile).